# MOB3C
MOB3C (англ. MOB kinase activator 3C) – білок, який кодується однойменним геном, розташованим у людей на 1-й хромосомі. Довжина поліпептидного ланцюга білка становить 216 амінокислот, а молекулярна маса — 25 623.
| 10         |  | 20         |  | 30         |  | 40         |  | 50         |
| ---------- |  | ---------- |  | ---------- |  | ---------- |  | ---------- |
| MALCLKQVFA |  | KDKTFRPRKR |  | FEPGTQRFEL |  | YKKAQASLKS |  | GLDLRSVVRL |
| PPGENIDDWI |  | AVHVVDFFNR |  | INLIYGTMAE |  | RCSETSCPVM |  | AGGPRYEYRW |
| QDERQYRRPA |  | KLSAPRYMAL |  | LMDWIEGLIN |  | DEEVFPTRVG |  | VPFPKNFQQV |
| CTKILTRLFR |  | VFVHVYIHHF |  | DSILSMGAEA |  | HVNTCYKHFY |  | YFIREFSLVD |
| QRELEPLREM |  | TERICH     |  |            |  |            |  |            |

A: Аланін

C: Цистеїн

D: Аспарагінова кислота

E: Глутамінова кислота

F: Фенілаланін

G: Гліцин

H: Гістидин

I: Ізолейцин

K: Лізин

L: Лейцин

M: Метіонін

N: Аспарагін

P: Пролін

Q: Глутамін

R: Аргінін

S: Серин

T: Треонін

V: Валін

W: Триптофан

Білок має сайт для зв'язування з іонами металів, іоном цинку. 